# حكومة في المنفى

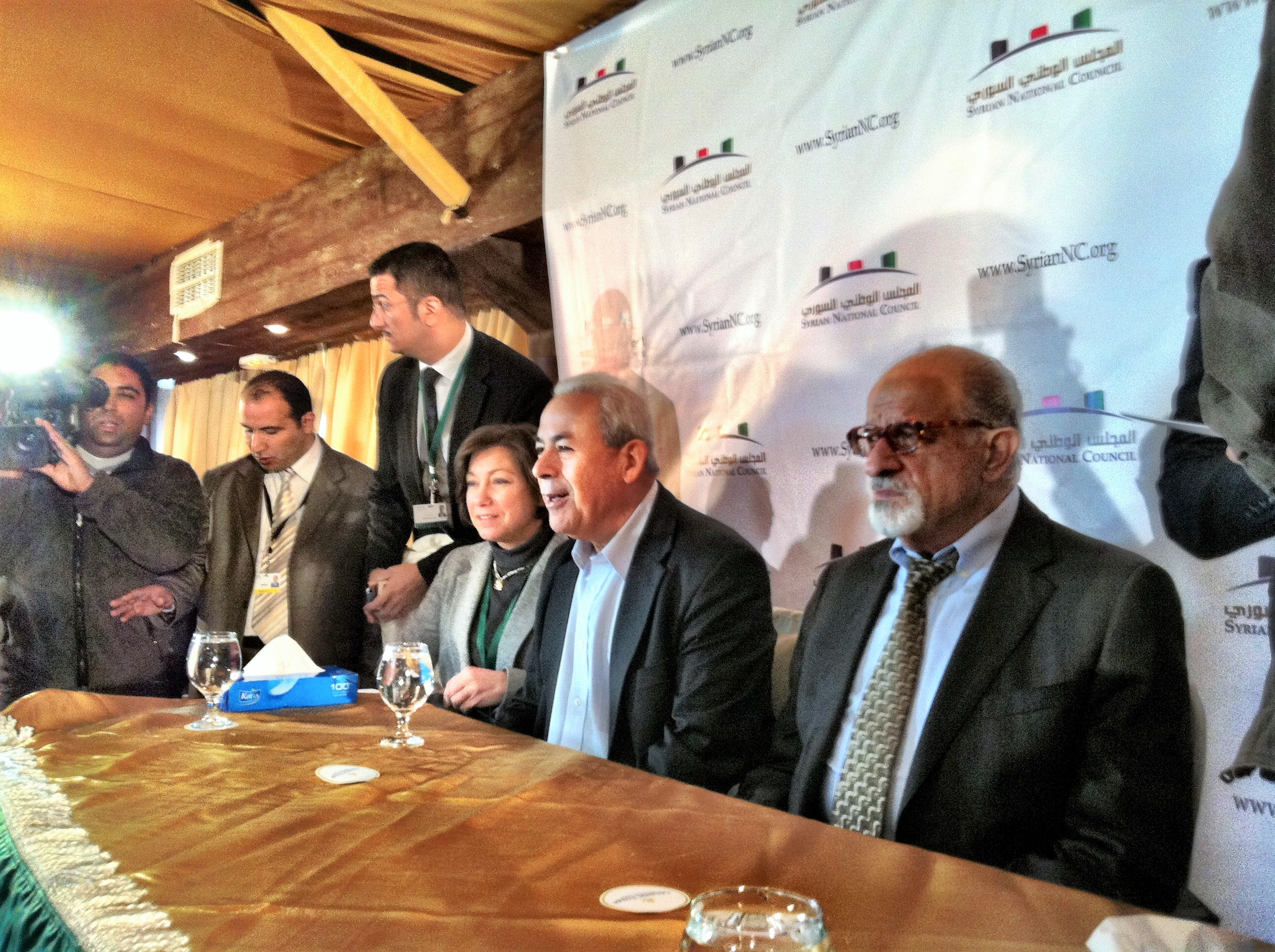

حكومة في المنفى (بالإنجليزية: Government In Exile)‏ هي جماعة سياسية تزعم أنها الحكومة الشرعية لبلد ما، لكنها غير قادرة على ممارسة سلطتها القانونية ولذلك تقيم في بلد أجنبي. تخطط الحكومات في المنفى في العادة للعودة يوم ما إلى بلدهم الأصلي وتسلم السلطة رسمياً.

### قوائم
- قائمة النزاعات الإقليمية
- قائمة الدول ذات الاعتراف المحدود